# Montemiletto
Montemiletto är en ort och kommun i provinsen Avellino i regionen Kampanien i Italien. Kommunen hade 5 288 invånare (2017).